# Patrimoni dell'umanità di San Marino
I patrimoni dell'umanità di San Marino sono i siti dichiarati dall'UNESCO come patrimonio dell'umanità a San Marino.

## Siti

### Patrimonio mondiale
| Foto | Sito                                        | Tipo                  | Anno | Descrizione |
| ---- | ------------------------------------------- | --------------------- | ---- | --- |
|      | Centro storico di San Marino e monte Titano | Culturale (1245; iii) | 2008 | Comprende il monte Titano sul quale è situata la Città di San Marino con il palazzo Pubblico e la basilica di San Marino. |

### Candidati
| Foto | Sito                     | Tipo               | Anno | Descrizione |
| ---- | ------------------------ | ------------------ | ---- | --- |
|      | Repubblica di San Marino | Culturale Naturale | 2004 | L'intero territorio di San Marino venne proposto come patrimonio dell'umanità: successivamente entrarono nella lista solo la Città di San Marino e il monte Titano e la candidatura fu ritirata nel 2008. |